# Матадор (Marvel Comics)
Матадор — имя двух вымышленных персонажей, появляющихся в американских комиксах, опубликованных издательством Marvel Comics.

## История публикации
Матадор впервые появился в Daredevil # 5 (декабрь 1964) и был создан Стэном Ли и Уолли Вудом. Впоследствии персонаж появляется в Daredevil # 1 (сентябрь 1967), Daredevil # 129 (январь 1976), Marvel Year-in-Review '92 (1992), U.S.Agent # 1 (июнь 1993), Daredevil vol. 2 # 23 (ноябрь 2001 г.) и Spider-Man's Tangled Web # 13 (июнь 2002). Матадор получил запись в Marvel Legacy: The 1970s Handbook # 1 (2006).

## Биография персонажей

### Мануэль Элоганто
Мануэль Элоганто когда-то был самым известным тореадором Испании. Однако его жестокость по отношению к быкам заставили толпу возненавидеть его. Когда во время одного из его выступлений вспыхнул бунт, Мануэля пришлось срочно доставить в больницу. После выздоровления он поклялся отомстить всему человечеству. С этого момента он исчез из поля зрения, начав строить злые планы.
Матадор внезапно появился на пути бронированной машины. В последнюю секунду он накинул плащ на их лобовое стекло и отпрыгнул с дороги, заставив их свернуть на столб уличного фонаря. Сорвиголова появился на сцене, чтобы остановить его, но ему пришлось уйти, чтобы спасти падающих мойщиков окон, и Матадор сбежал. В конце концов он привлек внимание Сорвиголовы. Эти двое сражались друг с другом, в результате чего Матадор был побежден и передан полиции.
Некоторое время спустя Электро завербовал Матадора в качестве одного из своих Эмиссаров Зла в заговоре мести Сорвиголове за предыдущие поражения. Сорвиголова случайно наткнулся на их собрание по набору персонала и попытался привлечь их, но Электро удалось нокаутировать его. Матадор предложил прикончить его тогда, пока у них была возможность, но Электро отказался, потому что это было бы слишком просто. Позже, как часть плана Электро, Матадор последовал за Сорвиголовой и устроил ему засаду, но Сорвиголова легко победил его. «Матадор» был сбит доками, после чего у него удалось сбежать. Матадор был с остальными Эмиссарами для последнего, массового штурма Сорвиголовы. Ему удалось обернуть Сорвиголову плащом и он начал безжалостно бить его, но когда он раскрыл плащ, он обнаружил, что на самом деле у него в плаще была Чеширская лягушка, и Сорвиголова сбил его с ног одним ударом. Сорвиголова закутал всю группу в лассо и оставил их копам.
Спустя годы, выпущенный из тюрьмы, Матадор дал убежище для находящегося в бегах Человека-Быка. Взамен он попросил, чтобы Человек-Бык украл для него Золотого Быка из Китая. К несчастью для Мануэля, Человек-Бык подрался с Сорвиголовой, в результате чего статуя сломалась. Человеку-Быку удалось сбежать от Сорвиголовы и вернуться к своему благодетелю, но Мануэль был так зол на него, что хотел избавиться от него. Человек-Бык не мог смириться с этим и начал сражаться с Матадором, который подошел к ним, схватив друг друга в бухте, где они оба скрылись под водой.
Несколько месяцев спустя Матадор был обнаружен живым, когда он посетил Спрингдейлское отделение «Бара без имени». Его видели в компании Бовы, Минотавра, Торо Рохо и, что достаточно удивительно, Человека-Быка. Когда они увидели, как Сорвиголова сражается с Шутом, Матадор решил выручить Сорвиголову. Матадор встал и протянул плащ, бросая вызов Шуту. Шут положил пальцы ему на голову, имитируя рога быка, и бросился на него. Пройдя несколько шагов, Шут по какой-то причине остановился, выхватил свое йо-йо и швырнул его в лоб Матадору, снеся его с ног.
Какое-то время считалось, что Матадор мертв, но он снова оказался живым, когда Присцилла Лайонс только что присоединилась к Хлысту и была послана убить Матадора. Она нашла Мануэля в Лос-Анджелесе, который жил в бедности и помогал своей сестре заботиться о ее детях. Однако, увидев Мануэля в таком состоянии, Присцилла, работавшая под именем Хлыста, не смогла убить Мануэля и сбежала.
Мануэль Элоганто, очевидно, вернулся на Манхэттен, где он встречался с терапевтом по имени доктор Арнольд Куэйд. Куэйд на самом деле был начальником манежа и испытывал свои новые способности гипнотической шляпы, которую ему недавно даровали. Начальник манежа подставил Сорвиголову в рамку для безрассудного уничтожения, за что на него подал в суд Сэмюэл Григгс, еще один клиент Куэйда. Расследование Сорвиголовы раскрыло причастность Куэйда, и затем инспектор манежа использовал свои силы, чтобы взять под свой контроль Элоганто. Начальник манежа управлял Элоганто и назвал его Куэйдом, так что именно ему противостоял Сорвиголова. Элоганто раскрыл свою истинную личность и «признался» в том, что был человеком, стоящим за Григгсом. Элоганто призвал Ильзу, чтобы остановить Сорвиголову, но вместо этого победил ее. Затем Сорвиголова привел Элоганто в офис Григгса, надеясь раскрыть обман. Однако Григгс, конечно, сказал, что никогда не встречался с Элоганто, и план Сорвиголовы рухнул. Вместо этого Григгс запечатлел на видеопленке кажущиеся параноидальными обвинения и разглагольствования Сорвиголовы, и они использовали это против него в суде, чтобы подорвать его авторитет.
Спустя годы Матадор в своём полном костюме появился в одном из тех заведений «Безымянный Бар», где собирались одетые в костюмы суперзлодеи. Он наслаждался кружкой пива и непринужденной беседой со Стилтмэном. Элоганто обиделся, когда Стилтмэн поставил под сомнение его мужественность, основываясь на его костюме, но он быстро забыл обиду, когда Стилтмэн предложил купить ему выпивку.

### Хуан
Новый персонаж, очевидно не связанный с оригинальным Матадором, был представлен в Daredevil vol. 2 #89. Как один из лучших матадоров в Испании, Хуан был нанят Ванессой Фиск для осуществления запутанного заговора против Сорвиголовы для выполнения различных уловок. Матадор согласился и узнал, что он будет работать вместе с Лили Лукка, Надгробием и адвокатом Олтоном Ленноксом.

## Силы и способности
Оба матадора не обладают сверхчеловеческими способностями, но они чрезвычайно подвижны и сильны. Они также обученные тореадоры и опытные фехтовальщики.